# Kováts Mátyás (besztercebányai kanonok)
Kováts Mátyás, Kovács Dénes Mátyás (Selmec, 1790. február 15. – Besztercebánya, 1848. szeptember 7.) teológiai doktor, besztercebányai kanonok.

## Élete
Selmecen született, ahol a gimnáziumot végezte. Pesten hallgatta az egyetemen az első évi bölcseletet és ezután a pannonhalmi bencések közé lépett, ahol egy évet töltvén a novíciátusban, kilépett a rendből és 1807-ben a besztercebányai egyházmegyébe vétette fel magát. A bölcselet második évét magánúton végezte, a teológia I. évét is Besztercebányán hallgatta, a többi évet a pesti szemináriumban; ekkor Zerdahelyi püspök udvarába fogadta és mint tanfelügyelőt és tanárt alkalmazta. 1820-ban Makay megtette püspöki titkárává; egy év múlva ismét tanári székét foglalta el. 1824. július 24-én besztercebányai plébános, 1826-ban tiszteletbeli kanonok, 1830-ban alesperes, 1832-ben a besztercebányai gimnázium igazgatója, végül 1840-ben valóságos kanonok és a papnevelő igazgatója lett. Kartársai nagy tudományát, emberszeretetét és a tanügy körül kifejtett buzgalmát dicsérik. Állásáról 1841-ben lemondott és elfoglalta kanonoki stallumát. Az 1847. évi országgyűlésen a káptalant képviselte; Pozsonyból betegen tért haza és 1848. szeptember 7-én meghalt.
Kézirati munkája: Acta visitationis can. parochiae Neosol, anni 1829., ívrét egy kötet (a plébánia története).